# Stobenstraße 26 (Quedlinburg)

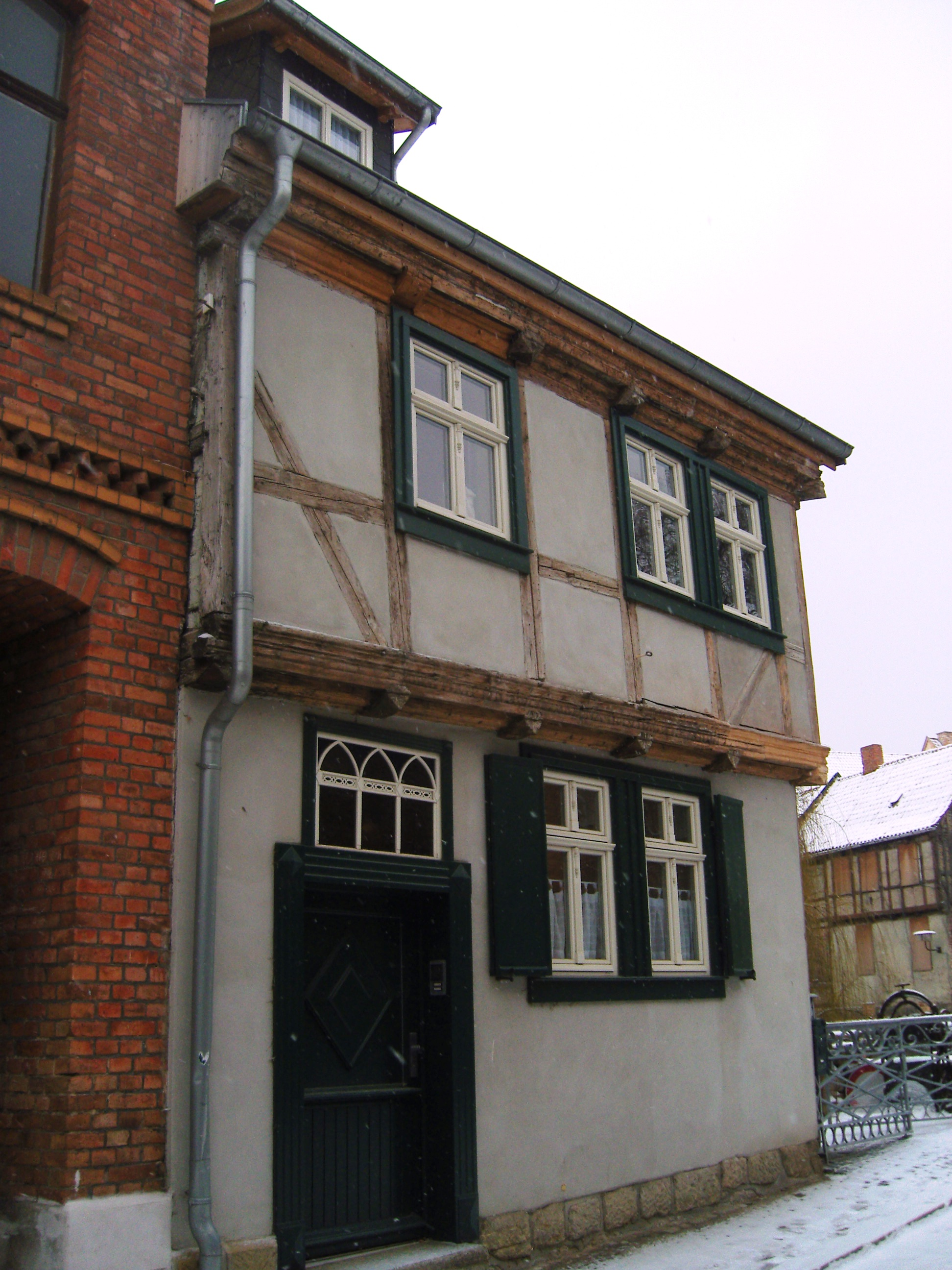
Haus Stobenstraße 26

Das Haus Stobenstraße 26 ist ein denkmalgeschütztes Gebäude in der Stadt Quedlinburg in Sachsen-Anhalt.

## Lage
Es befindet sich im nordwestlichen Teil der historischen Quedlinburger Neustadt und gehört zum UNESCO-Weltkulturerbe. Im Quedlinburger Denkmalverzeichnis ist es als Wohnhaus eingetragen. Es stellt den westlichen Abschluss der Stobenstraße dar. Westlich verläuft der Mühlgraben.

## Architektur und Geschichte
Das kleine zweigeschossige barocke Fachwerkhaus stammt aus dem frühen 18. Jahrhundert. In der Zeit um 1840 wurde das Gebäude klassizistisch umgestaltet. Einige Fenster stammen noch aus der Zeit vor dem Umbau.